# Rob Havenstein
Robert Havenstein (Mount Airy, Maryland, 13 de mayo de 1992) más conocido como Rob Havenstein, es un jugador profesional estadounidense de fútbol americano que se desempeña en la posición de offensive tackle en Los Angeles Rams, equipo de la National Football League (NFL).

## Carrera
Fue seleccionado en la segunda ronda en la Reunión Anual de Selección de Jugadores de la NFL de 2015. Hizo su debut profesional con el equipo St. Louis Rams en 2015 que, al año siguiente pasó a llamarse Los Angeles Rams, donde lleva jugando nueve temporadas.